# Donaufürstentümer
Mit dem Begriff Donaufürstentümer (rumänisch Principatele dunărene) bezeichnete man bis ins 19. Jahrhundert die unter osmanischer Oberhoheit stehenden Fürstentümer Moldau und Walachei. Der Begriff wird weiter in historischen Darstellungen verwendet, die sich auf beide Fürstentümer beziehen.
Das ebenfalls an der Donau befindliche und ebenfalls unter osmanischer Oberhoheit stehende Fürstentum Serbien wird zumeist nicht zu den eigentlichen (rumänischen) Donaufürstentümern gezählt.